# Нестеренко, Юрий Леонидович
Джо́рдж Ю́рий Райт (англ. George Yury Right, при рождении — Ю́рий Леони́дович Несте́ренко, род. 9 октября 1972, Москва, РСФСР, СССР) —  российский (до 2010 г.) и американский писатель и публицист.

## Биография
Окончил физматшколу № 542. Продолжил образование в МИФИ, который окончил в 1995 году с красным дипломом.
С 2010 года живёт в США, где получил политическое убежище. В 2018 году получил американское гражданство и взял имя Джордж Юрий Райт, сохранив прежнее имя в качестве творческого псевдонима.

## Творчество
В прозе пишет преимущественно фантастику, автор романов «Охота за островом (Пилот с Границы)», дилогии «Ошибка Риллена Ли» — «Плющ на руинах», «Чёрная Топь», «Время меча», «Крылья», «Приговор», «Самооборона» (издательское название — «Личная неприкосновенность»), «Юбер аллес» (в соавторстве с М. Харитоновым), «Комбинат», «Лекарство от любви», «Игрушка», «Джессика», «Столкновение», «Инвазивные виды». Короткие юмористические произведения («Проект Genesis», «Если бы программисты строили дома», «WinWars 2002», «Песня о программистской молодости» и др.) публиковались в журналах «Компьютерра», «Upgrade», «Игромания», «Лучшие компьютерные игры» и др.
В серьёзном творчестве Нестеренко активно проявляется его философия индивидуалистичного рационализма (противопоставление разума и личности как высших ценностей «низменным страстям, предрассудкам и стадности коллективизма», то есть «всему человеческому»). Называет себя «представителем нечеловеческого направления в литературе» и «специалистом по unhappy end’у».
Автор ряда публицистических статей («Интеллектократия», «Миф о правах человека», «Синдром политического иммунодефицита», «Мы и они: это война», «О русской национальной идее», «Для чего русским распад России», «Исход» и др.), а также «Декларации» о недопустимости этических ограничений на развитие науки. Автор ряда политических стихов («Глядя в телевизор-1 и 2», «Московия», «Парадный марш», «Держава», «Государство — твой враг» и др.). C 2013 по 2019 гг. колумнист газеты «7 дней» (США).
Автор одного из переводов сказки Льюиса Кэрролла «Приключения Алисы в Стране Чудес»; автор переводов на английский некоторых стихов и песен, а также переводов с немецкого «Песни Хорста Весселя» («Die Fahne Hoch») и ряда других песен Третьего рейха.
Фантастические рассказы и повести публиковались в журналах «Наука и жизнь», «Химия и жизнь», «Мир фантастики», «Знание — сила», «Игромания», «Техника — молодёжи», «Реальность фантастики», «Сельская молодёжь», «На любителя» (США), «Порог» (Украина), «Салон» (Украина), «Млечный путь» (Израиль), а также в сборниках издательства «Эксмо»: «Русская фантастика 2006», «Фэнтези 2007», «Русская фантастика 2007», «Русский фантастический боевик 2007», «Фэнтези 2008», «Русская фантастика 2008», «Русская фантастика 2009», «Русская фантастика 2010», «Фэнтези 2010», «Русская фантастика 2011», сборнике «Kroki w nieznane 2011» (Польша), сборнике «Me armastame Maad» (Fantaasia, 2016, Эстония). Нефантастические рассказы и стихи — в журналах «На любителя», «Московский вестник», «Встречи», «Florіда» (США), «Кругозор»(США), «Журнал свежей литературы», «Слово/Word» (США), сборнике «Мистическая механика», антологии «100 лет русской зарубежной поэзии».

## Убеждения
Кратко характеризует свои взгляды следующим образом:

Индивидуалист. Рационалист. Космополит. Радикальный transhumanist и child free. Радикальный антикоммунист и антиисламист, враг любых коллективистских и догматических учений. Убежденный противник секса и любых наркотиков. Убежденный сторонник смертной казни и прав граждан на оружие, аборты и эвтаназию. Расист. Гомофоб. Отрицатель "глобального потепления". Непримиримый враг "политкорректности".
— http://yun.complife.info/biogr.htm

### Взгляды на сексуальность
Принципиальный противник секса, не служащего репродуктивным целям, считает необходимой его ликвидацию в мировом масштабе. Один из основателей «Международного антисексуального движения» (IAM). Создатель и многолетний модератор эхоконференции RU.ANTISEX сети Фидо. По мнению Юрия Нестеренко,

Секс — наркомания, протекающая по классическому сценарию, с привыканием, ломками и неконтролируемыми поступками. Отличие любителей секса от наркоманов только в том, что у первых наркотик вырабатывается самим организмом. Ещё Гиппократ называл любовь безумием. … У человека разумного истинным смыслом жизни должно быть творчество, познание и самосовершенствование. — Секс задушат в зародыше // Мегаполис-Новости : Еженедельная газета  / Игорь Дудинский. — 26 апреля 2005. — № 17 (422). — С. 4.
Впоследствии перестал оправдывать даже секс с целью продолжения рода, так как считает, что радикальное продление жизни (в перспективе — бессмертие) методами генной инженерии и киборгизации будет достигнуто уже при жизни нынешних поколений, а следовательно, в традиционном продолжении рода больше нет нужды.

### Религиозные и политические взгляды
- Радикальный атеист, автор ряда антирелигиозных статей и памфлетов.[источник не указан 373 дня]
- Принципиально не вступает в политические партии и любые общественные организации[4].
- Участник «Стратегии-31».
- В российско-грузинском конфликте[уточнить] поддержал позицию грузинских властей, признав Россию агрессором и требуя немедленного вывода российских войск из зоны конфликта.
- Аналогичную позицию занял в российско-украинском конфликте[уточнить][15].
- На своём сайте Нестеренко написал статью, посвящённую оправданию расизма в отношении негров:

расисты, говорящие о превосходстве (причем биологически обусловленном) европеоидной (и монголоидной тоже) расы над негроидной по самому важному для разумного существа критерию - т.е. по критерию собственно разума - правы, а их оппоненты - нет. И быть расистом отнюдь не постыдно и не позорно
- Также на своём сайте он высказывает расистские взгляды в отношении русских:

на момент написания этой статьи (2007) я еще имел иллюзии насчет возможности трансформации русских в нормальный народ (народы) <...> Ныне я понимаю, что эти идеи полностью утопичны, ибо не в коня корм, а русские (за редчайшим исключением, не способным повлиять на остальную массу) абсолютно безнадежны и представляют собой зло планетарного масштаба.

## Основные работы
- «Чёрная нежить» [авторское название «Чёрная Топь»]. — М.: Эксмо-Пресс, 2002. — 320 с. — 9100 экз. — ISBN 5-04-009307-1.
- «Время меча»: Фантастический роман. — М.: АРМАДА: «Издательство Альфа-книга», 2002. — 608 с. — 15 000 экз. — ISBN 5-93556-207-3.
- «Комитет по встрече» (сборник). — М.: АСТ, 2003. — 320 с. — 6000 экз. — ISBN 5-17-015484-4.
- «Крылья»: Фантастический роман. — М.: Эксмо, 2004. — 608 с. — 7000 экз. — ISBN 5-699-07409-0.
- «Пилот с Границы»: Фантастический роман. — М.: Эксмо, 2006. — 448 с. — 10 000 экз. — ISBN 5-699-15255-5.
- «Плющ на руинах»: Фантастический роман. — М.: Эксмо, 2007. — 384 с. — 9100 экз. — ISBN 978-5-699-22100-4.
- «Личная неприкосновенность»: Фантастический роман. — М.: Эксмо, 2009. — 416 с. — 7000 экз. — ISBN 978-5-699-35850-2.
- «Объяснение»: Стихи 1987—2010. — 2011. — 454 с. — ISBN 978-1-257-82612-4.
- «Вторжение» (сборник). — Иерусалим: «Млечный Путь», 2011. — 382 с. — ISBN 978-965-7546-07-9.
- «Приговор»: Роман. — Дюссельдорф: Za-Za Verlag, 2015. — 627 с. — ISBN 978-1-326-24476-7.
- «Я не вернусь»: Стихи 2010—2018. — 2018. — 120 с. — ISBN 978-1-986603-37-9.
- «Рукопись, не найденная никогда»: Поэма. — 2018. — 96 с. — ISBN 978-1-986740-30-2.